# Görzig (Südliches Anhalt)
Görzig ist ein Ortsteil der gleichnamigen Ortschaft der Stadt Südliches Anhalt im Landkreis Anhalt-Bitterfeld in Sachsen-Anhalt (Deutschland).

## Geografie und Klima
Görzig liegt zwischen Köthen (Anhalt) und Halle (Saale) am Übergang des Ackerlandes der Köthener Ebene zur Fuhneaue. Die Landschaft gehört zum Mitteldeutschen Trockengebiet der Halle-Magdeburger Börde, klimatisch gekennzeichnet durch trockene Sommer und kühle Winter mit einer mittleren Jahrestemperatur von 8,5 °C und durchschnittlich 480 bis 520 mm Niederschlag.

### Ortsgliederung
Zu Görzig gehören die Wohnplätze Minna-Anna und Station Weißandt-Gölzau. Seit dem 1. Juli 1950 ist das einen Kilometer entfernte Reinsdorf eingemeindet. Das Flurstück Kumptbusch (Compan/Kumpan) verbindet beide Ortslagen. Die vormals selbständige Gemeinde Görzig mit dem Ortsteil Reinsdorf wurde am 1. September 2010 in die Stadt Südliches Anhalt eingegliedert.

### Nachbarorte und Lage

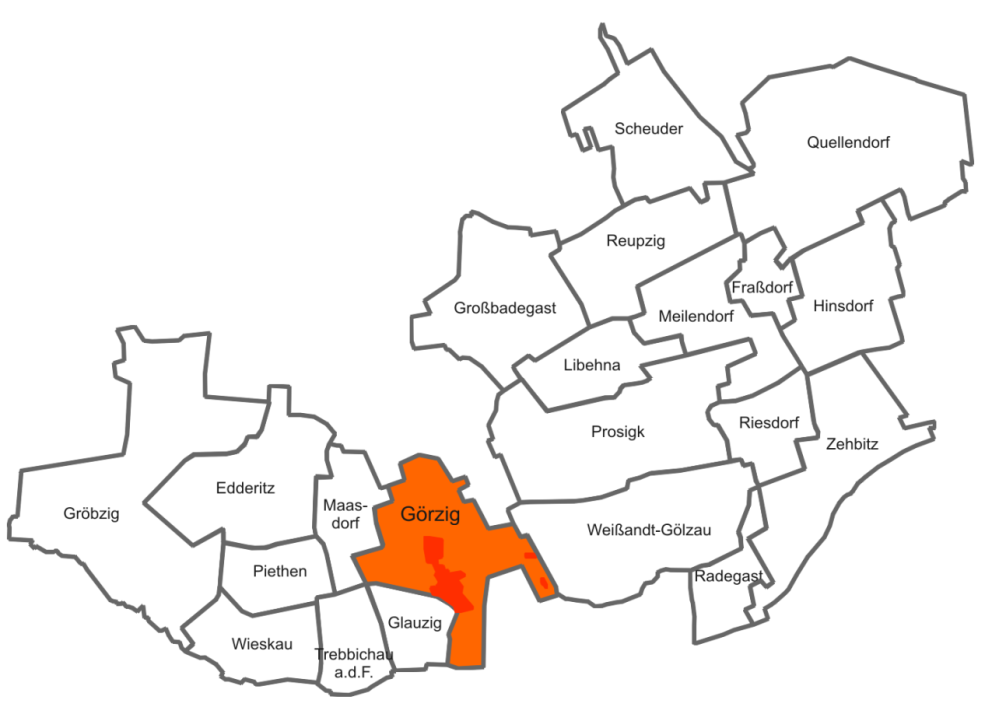
Görzig als Ortsteil
der Stadt Südliches Anhalt

Um Görzig befinden sich folgende Ortsteile und Nachbargemeinden:
| Maasdorf                  | Köthen (Anhalt) Baasdorf Reinsdorf          | Gahrendorf Fernsdorf      |
| Piethen                   | Kompassrose, die auf Nachbargemeinden zeigt | Weißandt-Gölzau Prießdorf |
| Glauzig Trebbichau a.d.F. | Fuhneaue Werderthau, Kösseln (Saalekreis)   | Schortewitz               |

## Geschichte

### Bedeutung und Entwicklung der Ortsnamen
- Görzig: Der altslawische Wortstamm gor deutet auf eine geografische Bezeichnung für ein hügeliges (Berg-)Dorf[3] und erfuhr in den vergangenen eintausend Jahren viele Schreibweisen. Gorizka (973) – Gorzeke (1253) – Gorzk (1338) – Gortzig(k) (um 1370) – Jortzk, Goretzka, Gortzke, Gorczk (14./15. Jahrhundert) – Gortzig, Görtzigk (16. Jahrhundert) – Görzig (1867).[4]
- Reinsdorf: Das Dorf des Reinhold oder Raginwald. Dieser deutsche Name erscheint in den Urkunden so: Rein(e)storp (um 1200) – Reinoldesdorp (1275) – Re(y)nstorp (um 1370) – Reinstorff (1476) – Reinstorf, Reinßdorff (16. Jahrhundert) – Reinsdorf (1867).[5]
- Kumpan: Eine mögliche Deutung der Bezeichnungen Kumpan oder Compan bieten die Brüder Grimm: Die Kumpe bezeichnet eine tiefe Flussstelle, der Kümpel ist eine Vertiefung, in der sich Wasser sammelt, eine Wassergrube oder Tümpel.[6]

### Besiedlung
Der fruchtbare Lößboden sowie die nahegelegene sumpfige Fuhneniederung als Jagd- und Fischgebiet boten bereits in der Altsteinzeit sehr gute Siedlungsvoraussetzungen und veranlassten die Menschen zu großflächigen Abholzungen der ursprünglichen Auenwälder, um Ackerland zu gewinnen.
Reichhaltige archäologische Funde weisen auf die durchgängige Besiedlung Görzigs seit der Jungsteinzeit hin: Krüge der Kugelamphoren-Kultur sowie Gefäße der Aunjetitzer Kultur.
Der in Reinsdorf gefundene trepanierte Schädel zeugt von erfolgreichen chirurgischen Eingriffen bereits während der Bronzezeit.
Besonders interessante Fundstücke aus der Frühen Eisenzeit – datiert in die Periode zwischen 1000 und 500 v. Chr. – sind die Guss-Dauerformen aus Kalkstein, die das Gießen sichelförmiger Werkstücke in höheren Stückzahlen ermöglichten.
Im ersten und zweiten Jahrhundert gehörte die Region zum Kernsiedlungsgebiet der Hermunduren. Ihnen folgten die Warnen. Das Grab eines Mannes im warnischen Skelettgräberfeld auf einem Acker der ehemaligen Görziger Domäne wurde 1936 vom Landeskonservator Anhalts, Walter Götze, wissenschaftlich erforscht. Er fand darin eine eiserne Gürtelschnalle, ein Messer- oder Pfeilblatt, einen Messergriff sowie eine kobaltblaue Glasperle, ebenso eine Hirtenstabnadel in einer zerstörten Skelettgrube in der Kolonie Minna-Anna. Aus dem vierten und fünften Jahrhundert wurden als Grabbeigaben Pfeilspitzen, Gefäße, Schmucknadeln, Glasperlen und ein Dreilagenkamm geborgen.
In den Jahren von 560 bis 568 fielen wiederholt awarische Krieger in das Gebiet ein; hiervon zeugt der Fund einer Pfeilspitze im Bestand der Prähistorischen Sammlung des Historischen Museums für Mittelanhalt.
Im sechsten Jahrhundert zogen sich die Germanen langsam aus dem Gebiet nach Westen zurück; slawische Stämme wanderten ein.
Schon weit vor dem Jahr 600 vom elbslawischen Stamm der Colodici bewohnt, wurde die Region ab dem 10. Jahrhundert im Zuge der deutschen Ostexpansion zunehmend von Deutschen bevölkert. Sie bildete zunächst ein dem Reich locker angegliedertes Grenzland, in dem slawische und deutsche Hofstellen, Dörfer, Sattelhöfe und Güter relativ dicht, aber verstreut koexistierten. Mit Konsolidierung des Gaues Serimunt wurde der deutsche Machtanspruch auch politisch untermauert. Das beweist eine Urkunde Kaiser Ottos II. über die Schenkung eines Streifens Land um Görzig an Markgraf Thietmar von Merseburg im Jahr 973.
Über Jahrhunderte waren Görzig und Reinsdorf Ritterdörfer und als solche als Lehen im Besitz adliger Familien, wie der von Pfaw (Pfau), der Heise, der von dem Werder, der von Wülcknitz, der von Wendhausen und der von Bodenhausen.

### Görzig

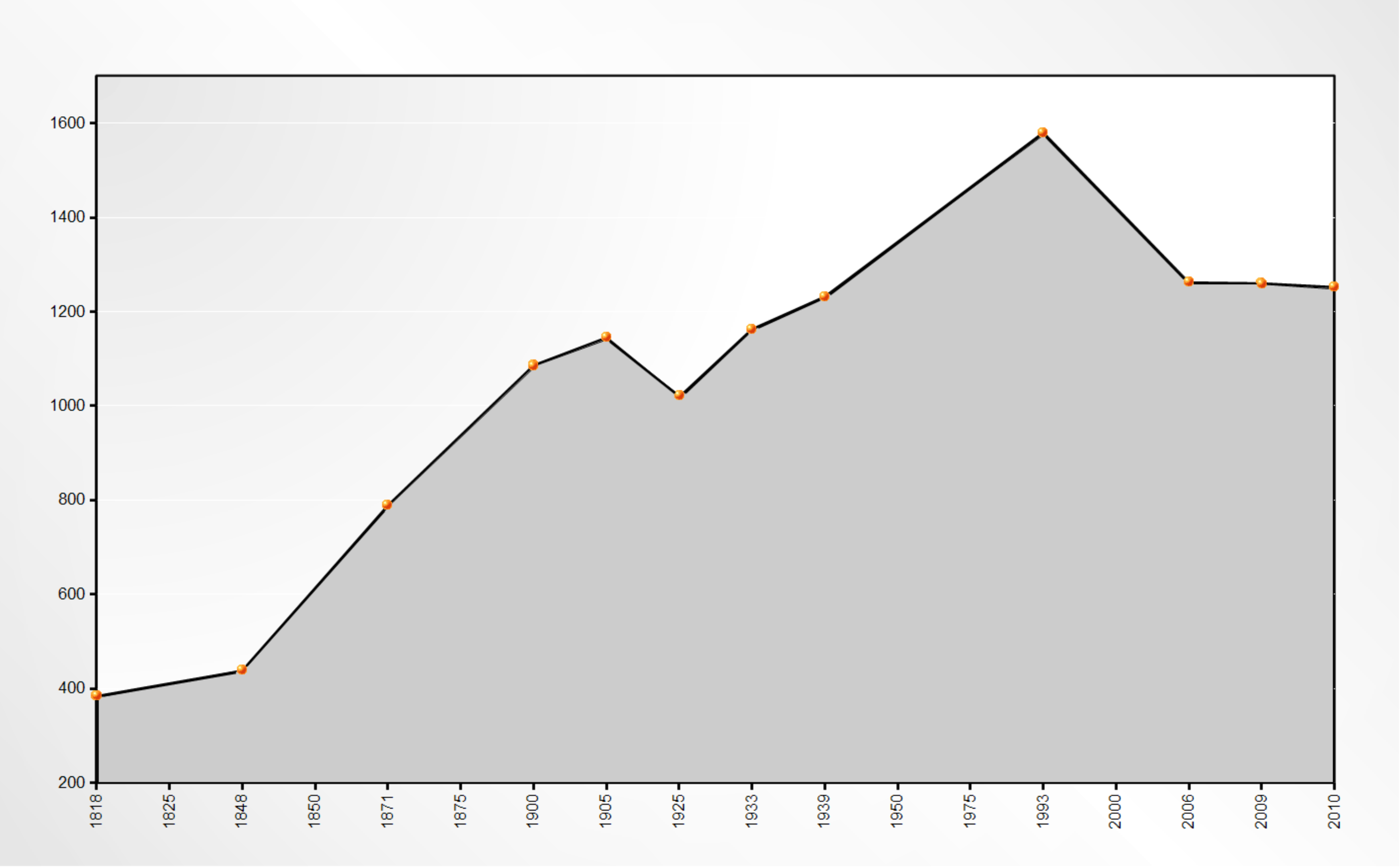
Bevölkerungsentwicklung von Görzig

Der Ort wurde erstmals im Jahr 973 als Gorizka urkundlich erwähnt.
Um 1323 wurde ein Ulrich von Görzig als Ratsherr des ersten erwähnten Rates der Stadt Köthen genannt.
1338 verkaufte Johann von Gatersleben Görzig zusammen mit Maasdorf, Rohndorf und Glauzig an die Fürsten-Brüder Albrecht II. und Waldemar I. von Anhalt. Der Kaufpreis betrug 150 Mark Brandenburgischen Silbers. 1346 lassen die fürstlichen Besitzer ihr Dorf von Thile Schultheiß verwalten.
Um 1370 stand Görzig – wie viele andere anhaltische Städte und Dörfer – unter der Gerichtsbarkeit der Magdeburger Dompropstei.
Nach der Schlacht bei Dessau sicherte Wallenstein im Juli 1626 die Sicherheit der Bauern während der Ernte zu, ließ aber neben der Dessauer Elbbrücke auch Görzig sowie weitere anhaltische Dörfer besetzt und richtete dort Musterplätze ein.
1644 verwüsteten Truppen der kaiserlichen Armee unter General Gallas während 14 Wochen Belagerung „in der Haber Erndte...das ganze Land...“
Bereits vor 1800 gingen die beiden Rittergüter in Görzig und Reinsdorf in herzoglichen Besitz über und wurden als Domänen von nichtadeligen Pächtern bewirtschaftet.
Auch aus Görzig und Reinsdorf kämpften Soldaten und Offiziere in den Napoleonischen Kriegen. Das Bataillon Anhalt als Teil der Rheinbund-Armee war 1810 im Spanischen Feldzug in Katalonien stationiert und geriet am 14. September bei La Bisbal in spanische, später britische Gefangenschaft. Die Überlebenden kehrten erst im Februar 1814 – nach einer Odyssee durch Spanien, England und Schottland – zurück.
Schon 1840 wurde die Eisenbahnstrecke Magdeburg–Köthen–Halle mit Halt bei Görzig eröffnet. Mit Fertigstellung dieser ersten länderübergreifenden Zugverbindung Deutschlands begann der wirtschaftliche Aufschwung der Region. Bereits im folgenden Jahr wurde die Strecke zweigleisig erweitert.
Dr. D. schildert eine Eisenbahnfahrt vom Petersberg nach Köthen anno 1841:

„Wir sind nun … in einer der fruchtbarsten Gegenden Deutschlands. Der Acker eignet sich vorzüglich zum Anbau von Weizen, Oel- und Handelsfrüchten, namentlich Kümmel. Der Landmann ist hier glücklich, wohlhabend, und einzelne Bauernhöfe in einigen links an der Bahn liegenden Dörfern gleichen Edelsitzen.“

Am 20. Juli 1950 wurde die bis dahin eigenständige Gemeinde Reinsdorf nach Görzig eingemeindet.
Im Zuge der Zwangskollektivierungen in der DDR-Landwirtschaft wurde 1953 in Görzig die LPG „Karl Marx“ gegründet und 1959 mit den LPGs in Trebbichau a. d. F. und Maasdorf zu einer Groß-LPG zusammengelegt.

### Reinsdorf
Bereits 964 in einer unechten Urkunde erwähnt, sind Markt und Kirche für 1253 erstmals sicher belegt. 1307 erhielten die Zisterzienser des Klosters Riddagshausen sieben Hufen Land in der Gemarkung von Heinrich III., Magdeburger Erzbischof und Fürst von Anhalt.
Graf Günter von Dornburg schenkte seinen Besitz in und um Reynoldestorp dem St.-Nikolai-Stift in Magdeburg. Auch Renstorp wird 1370 im Verzeichnis der Magdeburger Dompropstei genannt.
Überliefert ist der Lehnbrief für Jobst Heise und seine männlichen Nachkommen, mit dem Johann Georg und Christian I., Fürsten zu Anhalt, im April 1587 die Besitzübertragung als Mannlehen beurkundeten für zwei Rittersitze in Reinßdorff, ganze umliegende Dörfer (Maßdorf, Rohndirff, Pieten), die Wüstung Hilsdorff sowie weitere Ländereien und Gerichtsbarkeiten zwischen Reupzig und Geuz.
Vom November 1626 wird berichtet, dass durch den Einfall der colloredoschen Reiterei auch Reinsdorf „schwer geschädigt“ wurde. Im Frühjahr 1631 zogen kaiserliche Reitertruppen plündernd durch die südanhaltischen Lande. Der Schaden an den fürstlichen Dörfern und Vorwerken war groß, wurde aber für „Reinsdorf ... nicht in Ansatz gebracht, weil Herren und Untertanen entflohen waren.“

## Sehenswürdigkeiten und Kultur

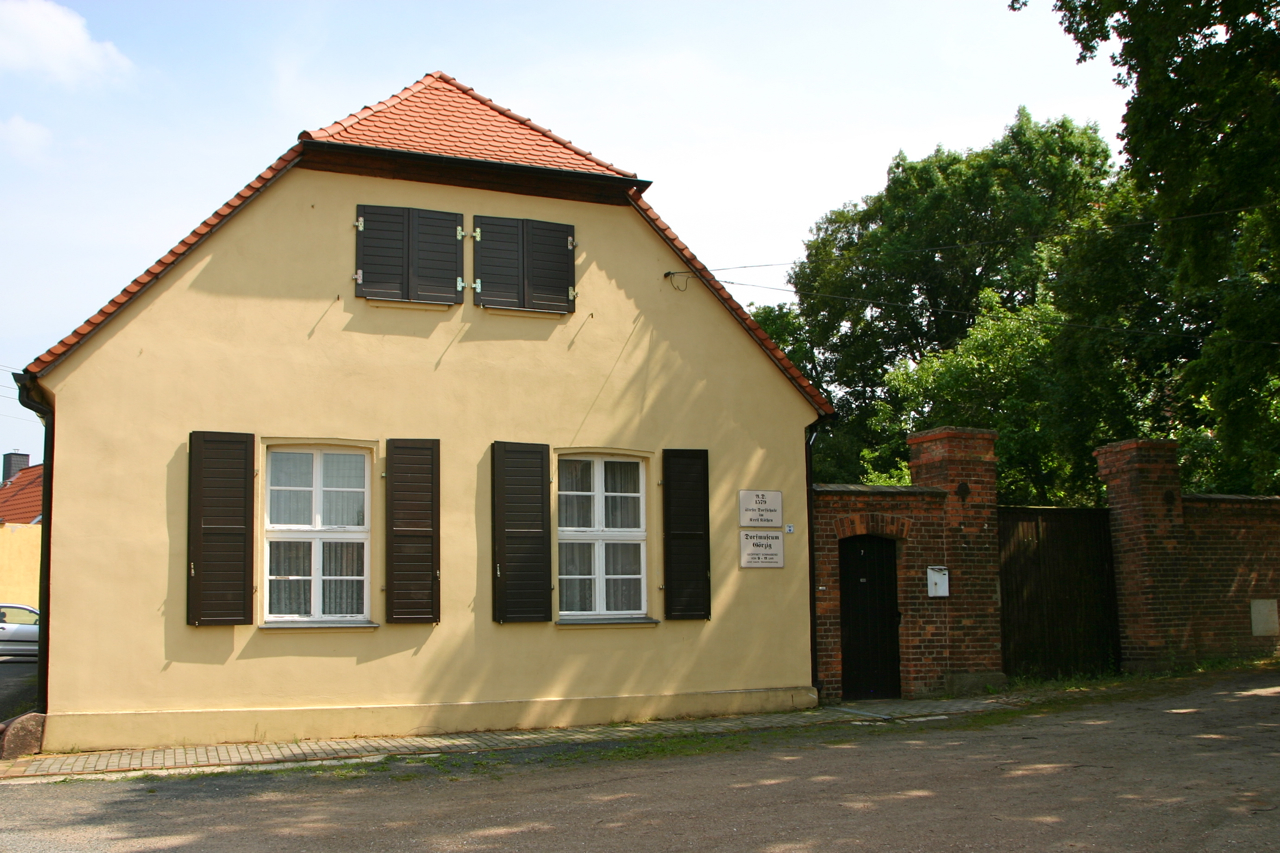
Museum Görzig im historischen Gebäude der Alten Schule, Schulstraße 7.

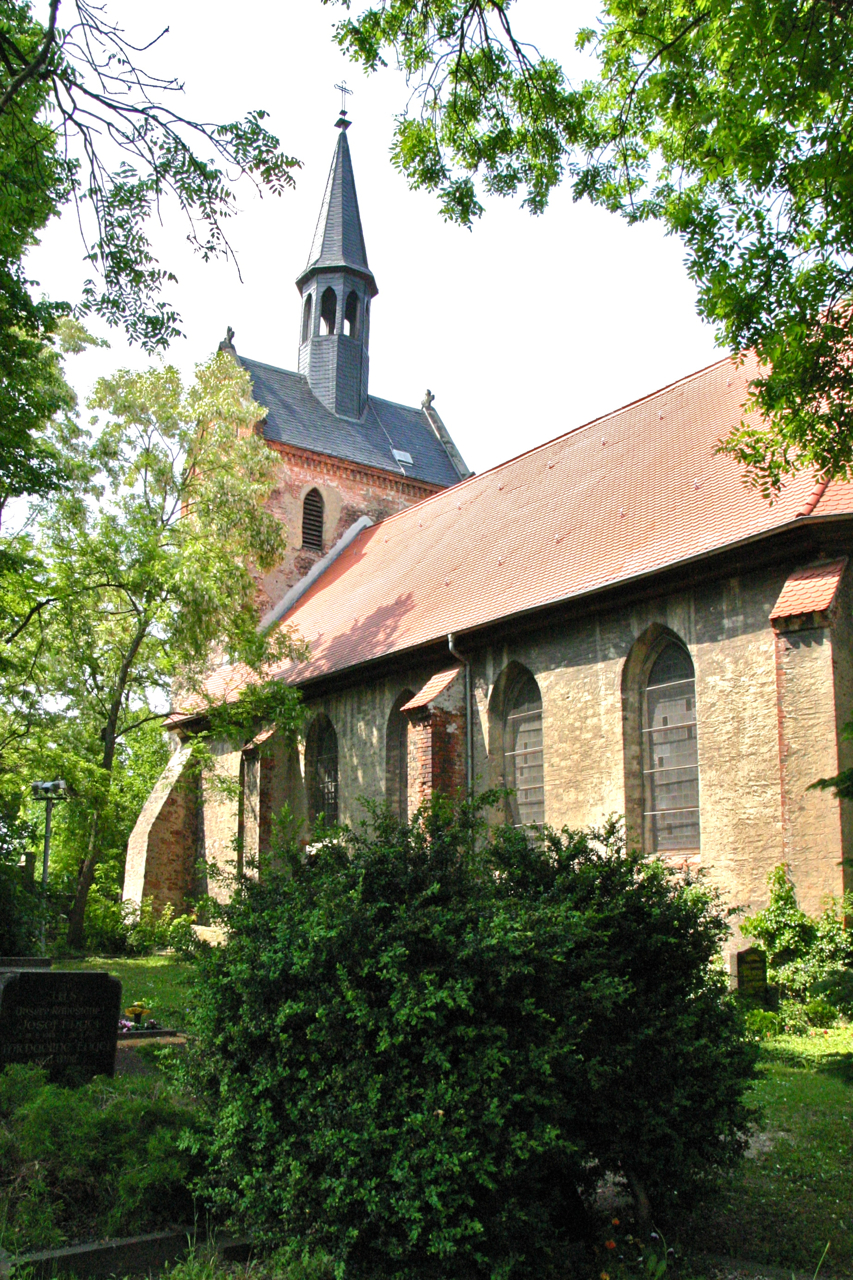
Evangelische Kirche am Friedhof

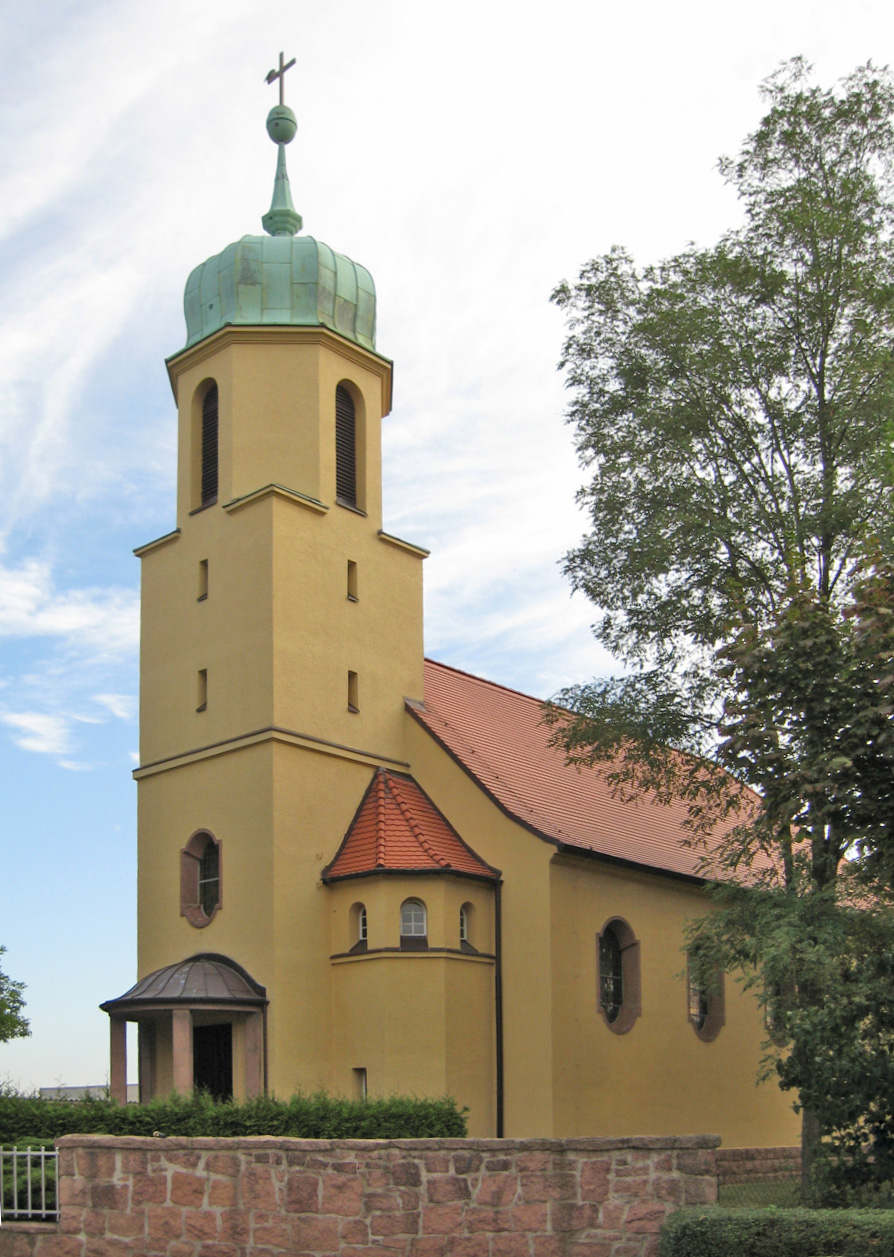
Katholische Kirche in Görzig

### Museum in der Alten Schule
Seit 1579 als „älteste Landschule des Kreises Köthen“ nachweisbar, wurden Kinder aus Görzig und Umgebung hier bis 1975 unterrichtet. 1993 öffnete das ehrenamtlich geführte Museum. Gezeigt werden Exponate zur Dorf- und Schulgeschichte: landwirtschaftliche Geräte, bäuerlicher Hausrat, Einrichtungsgegenstände des Schlosses Reinsdorf, historische Münzfunde und Zeitungen, Schulbänke des frühen 18. Jahrhunderts, eine Ausstattung Junger Pioniere.

### Kirchen
- Evangelische Kirche
- Katholische Kirche

Erster katholischer Religionsunterricht wurde schon 1909 abgehalten. Im Jahr 1927 arbeiteten die etwa 230 Katholiken aus Görzig und Umland zumeist in der Landwirtschaft, der Zuckerfabrik Glauzig sowie dem Schwelwerk Gölzau. Sie besuchten ab April 1927 zweiwöchentliche Sonntagsgottesdienste im Gasthof Glück auf. Wegen der großen Entfernung zur nächsten katholischen Kirche in Köthen entschloss sich die Gemeinde, eine eigene, die Heilig-Geist-Kirche zu errichten. Eine Schenkung der Zuckerfabrik Glauzig – sie umfasste das Grundstück sowie 5.000 RM Baugeld – ermöglichte im Sommer 1929 den Baubeginn. Bereits zu Weihnachten wurde der erste Gottesdienst gefeiert, die offizielle Kirchweihe im Sommer 1930. Für die neue Pfarrvikarie Görzig – sie war Teil der Pfarrei Köthen – wurde ein eigener Vikar ernannt. Die Zahl der Gemeindemitglieder stieg durch den Zuzug vieler Kriegsflüchtlinge ab 1945 stark an, sank aber 1965 mit Schließung des Schachtes Weißandt-Gölzau. Von 1948 bis in die 1990er Jahre eigenständige Pfarrei, gehört die Görziger Heilig-Geist-Gemeinde heute zur Pfarrei St. Maria Köthen und damit zum Bistum Magdeburg.
Das in neobarockem Stil erbaute Gotteshaus ist ein schlichter Saalbau – in dieser Art einzig in der Köthener Region. Auffällig ist der gedrungene Westturm mit Zwiebelhaube.
- Kirche in Reinsdorf

Heute Ruine, datiert der älteste Teil der einschiffigen, sehr hohen Kirche, der massive Westquerturm, vor das 13. Jahrhundert. Der Turm wurde im 17. Jahrhundert aufgestockt und auf die Schweifhaube eine achteckige Laterne gesetzt. 1856 wurden Schiff und Chor klassizistisch umgebaut, dabei blieben die hochliegenden Fenster erhalten. Spiegeldecke, dreiseitige Empore, Kanzel und Ausstattung gingen in der zweiten Hälfte des 20. Jahrhunderts verloren. Die Schweifhaube wurde in den 1970er-Jahren wegen Baufälligkeit abgetragen.
Drei Bronzeglocken hingen in der Kirche.
Die mit 97 cm Durchmesser größte zierten acht Bilder. Unter anderen Heiligen eine Darstellung des heiligen Gallus mit dem Bären; in ihrer Form als Glockenzier einzig in der Region. Als Gießzeit wird das frühe 13. Jahrhundert angenommen.
Die mittlere Glocke (77 cm Durchmesser) wurde 1683 vom Zerbster Glockengießer Johann Koch im Auftrag des Leberecht Emanuel von dem Werder geschaffen. Sie war der Fürstin Anna Eleonore von Anhalt-Köthen (1651–1690) gewidmet. Diese Glocke wurde 1943 im Verzeichnis der Kunstdenkmale des Landes Anhalt nicht mehr erwähnt.
Auf der mit 57 cm kleinsten Glocke  – der ältesten – war in Spiegelschrift die lateinische Inschrift CAMPANA CONVOCAT HOMINES – Das Geläut ruft die Leute – zu lesen. Die charakteristische Schrift (doppellinige Majuskeln mit Unzialformen) erlaubte es, die Glocke dem frühen 12. Jh. zuzuordnen. Auffällig war die Ausbildung des Buchstaben O als Gesicht.

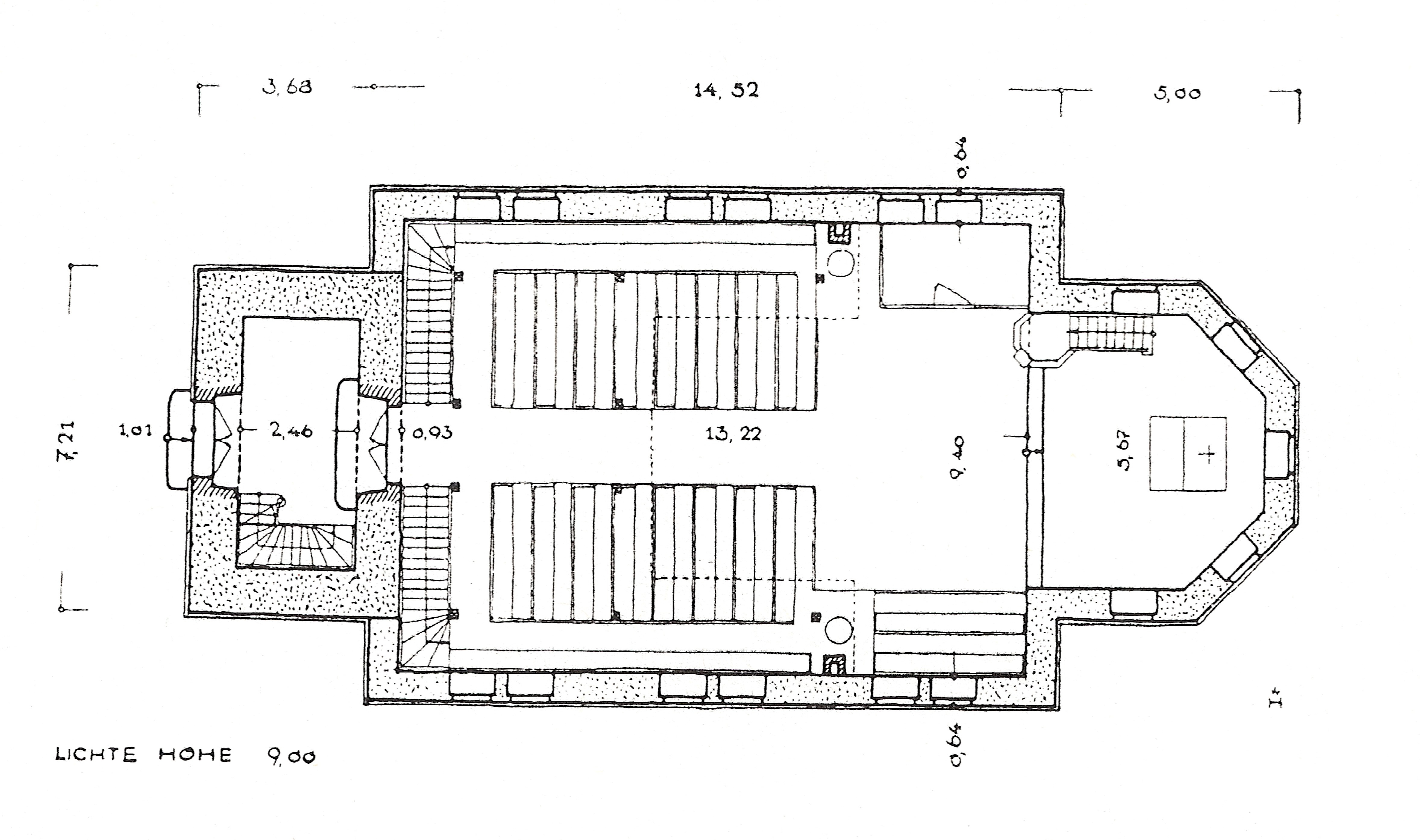
Reinsdorfer Kirche: Grundriss
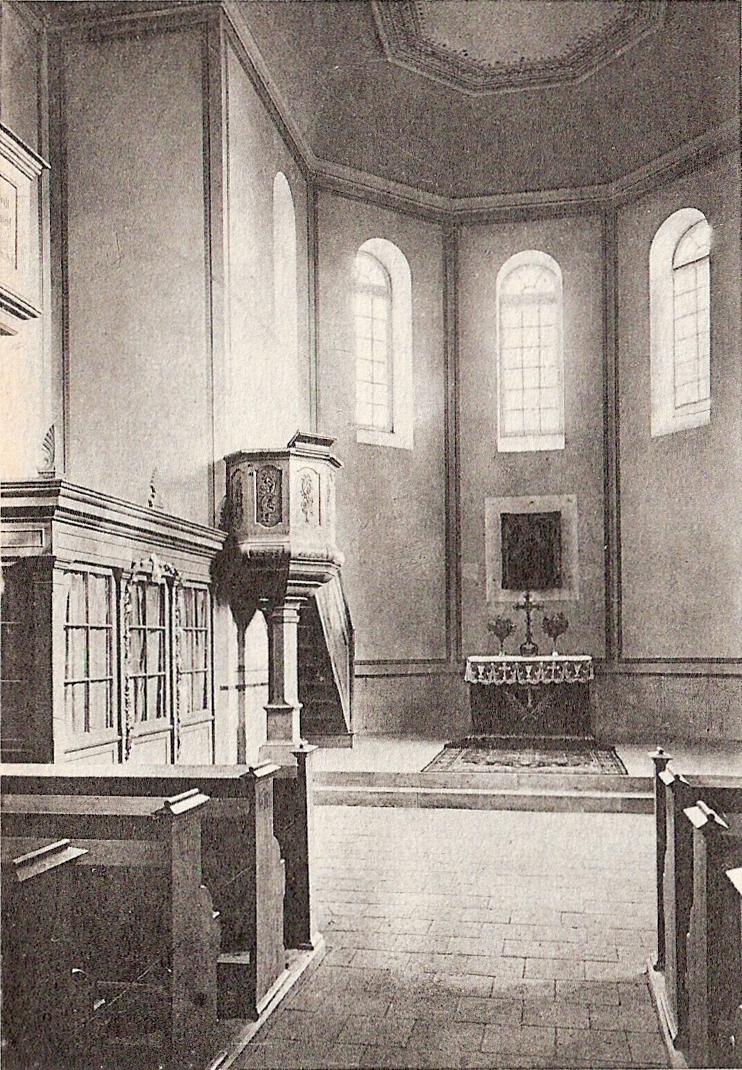
Chor nach Osten
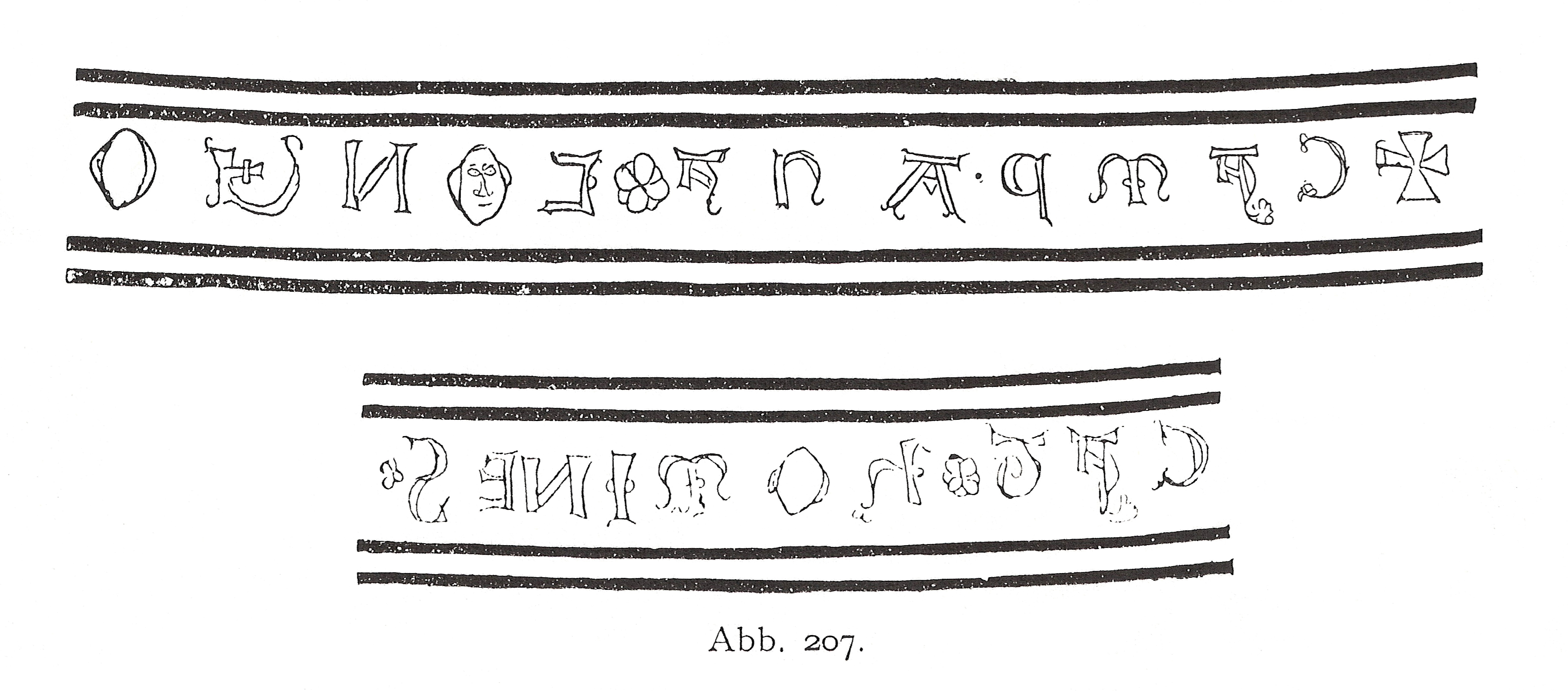
Inschrift der kleinsten Glocke

### Bauwerke
- Taubenhaus, das älteste dieser Art im Gebiet von Anhalt.

### Schulen
- Ehemalige Sekundarschule (seit 2004 Grundschule).

### Gedenkstätten
Auf dem Friedhof befinden sich die Grabstätten von neun namentlich bekannten sowjetischen und von fünf unbekannten Kriegsgefangenen, die während des Zweiten Weltkrieges Opfer von Zwangsarbeit wurden.

### Vereine
1873 gründete sich der Militär-Verein Görzig, der bis 1938 bestand und durch Reichserlass zwangsaufgelöst wurde.
Gegenwärtig engagieren sich die Görziger Bürger vielfältig in verschiedenen Vereinen:
- Sportverein VfB Borussia Görzig

Zwei Fußball-Mannschaften spielen in der Spielzeit 2013/14 im Landkreis Anhalt-Bitterfeld: Görzig I (Kreisoberliga ABI) und Görzig II (Erste Kreisklasse West ABI).
- Boxclub Görzig Fuhneland e. V.

Mathias Zemski vertrat den Boxclub erfolgreich bei der Dessauer Boxnacht 2012. Wie schon mehrfach zuvor, wurde der Boxclub auch 2013 zum Landesleistungsstützpunkt in der Kategorie A berufen.
- Kultur- und Feuerwehrverein Reinsdorf e. V.
- Schalmeienkapelle Görzig 1957 e. V.

Die Kapelle repräsentierte Görzig auf dem Sachsen-Anhalt-Tag 2012 in Dessau und nahm am Festumzug teil.
- Volkssolidarität e. V. Ortsgruppe Görzig
- Ziergeflügel- und Exotenverein e. V.
- Jagdverein – Der Hegering Görzig wird durch die Kreisjägerschaft Köthen bewirtschaftet.

## Wirtschaft und Infrastruktur

### Braunkohleförderung
Hinweise auf erste Probebohrungen nach Braunkohle sind für 1735 belegt, waren aber nicht erfolgreich. Durch die Industrialisierung Anhalts stieg der Bedarf an Brennstoffen, insbesondere in der Zuckerindustrie, stark. Ab 1843 erschloss eine Erkundung im Auftrag der herzoglichen Regierung den Flöz bei Görzig und nach dem Abteufen dreier Schächte begann 1844 die Braunkohleförderung im Untertagebau. Wegen Wassereinbrüchen wurden sie 1848 geschlossen und verfüllt. Zu Beginn der 1870er-Jahre wurden die Gruben Hedwig und Minna-Anna erschlossen und förderten ab 1876. Abnehmer waren hauptsächlich regionale Zucker- und Kalifabriken, Ziegeleien, Spritbrennereien und Brauereien.

### Verkehr
Östlich von Görzig verläuft die Bundesstraße 183 von Bitterfeld-Wolfen nach Köthen (Anhalt). Die Landstraße K2074 führt direkt durch beide Ortsteile. Görzig ist mit der Station Weißandt-Gölzau Haltepunkt an der Bahnstrecke Halle-Köthen.

### Tourismus
Der Europäische Fernwanderweg E11 Den Haag–Russland führt vom Petersberg kommend über Görzig nach Arensdorf und weiter über Dessau in den Fläming. Als Symbol weist ein weißes Andreaskreuz auf schwarzem Grund mit der Bezeichnung E11 den Weg.

## Persönlichkeiten
- Diederich von dem Werder (* 17. Januar 1584 auf Gut Werdershausen, † 18. Dezember 1657 auf Gut Reinsdorf), deutscher Offizier und Barockdichter, wurde am 13. Mai 1658 in der Reinsdorfer Kirche beigesetzt.
- Christoph Abraham Grotius (* 19. Dezember 1629 in Joachimsthal, † 20. April 1686 in Görzig), Geistlicher und Schriftsteller, wirkte ab 1652 in Görzig als Prediger sowie Beichtvater der Fürstinnen Anna Eleonore und Sophie Eleonore von Anhalt-Köthen.
- Bodo von Bodenhausen (* 30. September 1633 in Görzig; † 18. Februar 1700 ebenda), kurmainzischer Oberlandgerichtsrat und Assessor des Obersteueramts des Eichsfeldes und Rittergutsbesitzer in Niedergandern, Niedertrebra, Görzig und Burgkemnitz sowie Senior des Adelsgeschlechts von Bodenhausen.
- Wilhelm von Albert (* 28. August 1777 auf Gut Reinsdorf, † 1850 in Roßlau), deutscher Agrarökonom und -reformer, anhaltischer Finanzrat. 1822 Gründer der ersten Landwirtschaftlichen Gesellschaft Anhalts in Meinsdorf bei Roßlau.
- Ludwig von Albert (* 1780 auf Gut Reinsdorf, † 15. Februar 1836 in Köthen), deutscher Agrarökonom und Mitinitiator der Kolonie Askania Nova. Gemeinsam mit seinem Bruder Wilhelm entwickelte er den Albertschen Wirtschaftsplan für nachhaltige Landwirtschaft.
- Marie Dennert (1853–1917), die Tochter des Görziger Müllers Karl Dennert und seiner Gattin Wilhelmine Fuhrmann, war die erste Ehefrau des deutschen Chemikers Georg Krause, dem Herausgeber der Allgemeinen Chemiker-Zeitung, die bis heute erscheint.[34] Dadurch war sie auch mit dem herzoglichen Hofbibliothekar Gottlieb Krause verwandt.